# Apharetra californiae
Apharetra californiae är en fjärilsart som beskrevs av Mcdunnough 1946. Apharetra californiae ingår i släktet Apharetra och familjen nattflyn. Inga underarter finns listade i Catalogue of Life.